# 吕蒙 (塞纳-马恩省)
吕蒙（法語：Rumont，法語發音：[ʁymɔ̃] ⓘ）是法国塞纳-马恩省的一个市镇，属于枫丹白露区。

## 地理
吕蒙（48°15'53"N, 2°29'53"E）面积6.61 平方千米，位于法国法蘭西島大區塞纳-马恩省，该省份为法国北部内陆省份，北起瓦兹省，西接埃松省、马恩河谷省、塞纳-圣但尼省和瓦兹河谷省，南至卢瓦雷省，东南接约讷省，东临马恩省和奥布省，东北接埃纳省。
与吕蒙接壤的市镇（或旧市镇、城区）包括：昂蓬维尔、布朗库尔、比捷、弗罗蒙。

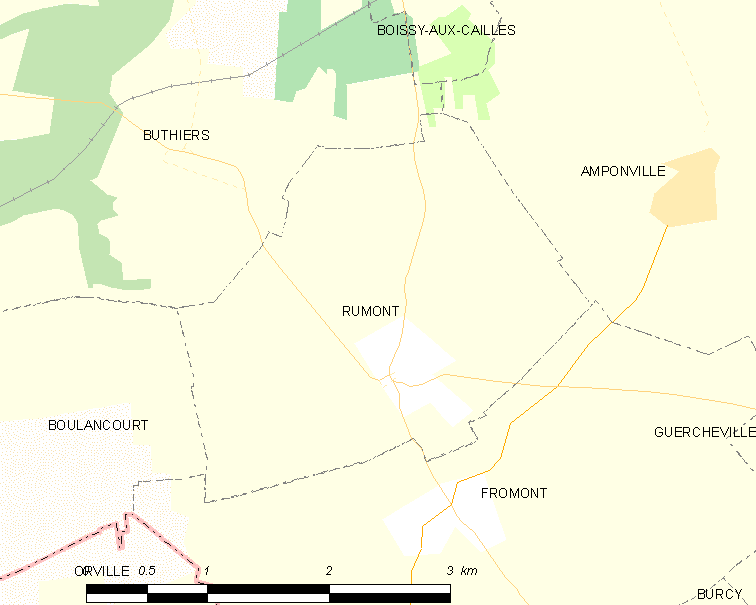
的OSM定位图

吕蒙的时区为UTC+01:00、UTC+02:00（夏令时）。

## 行政
吕蒙的邮政编码为77760，INSEE市镇编码为77395。

## 政治
吕蒙所属的省级选区为枫丹白露县。

## 人口

1962-2008年间人口变化图示

吕蒙于2022年1月1日时的人口数量为126人。